# Cyperus chionocephalus
Cyperus chionocephalus är en halvgräsart som först beskrevs av Emilio Chiovenda, och fick sitt nu gällande namn av Emilio Chiovenda och Chiarugi. Cyperus chionocephalus ingår i släktet papyrusar, och familjen halvgräs.
Artens utbredningsområde är Somalia. Inga underarter finns listade i Catalogue of Life.